# Schweizergrund
Der Schweizergrund im Rothaargebirge ist ein ca. 2 km langer, orographisch rechter Zufluss der Schwarzenau im Kreis Siegen-Wittgenstein in Nordrhein-Westfalen.

## Verlauf
Der Schweizergrund entspringt etwa 660 m nordöstlich des Moselkopfes und 1,1 km südwestlich vom Gipfel der Ziegenhelle auf 729 m. ü. NHN. Der Bach verläuft zunächst in südwestlicher Richtung durch Nadelwald. Etwa 600 m bachabwärts mündet rechtsseitig ein namenloser Zufluss ein und der Schweizergrund fließt ab hier durch bewirtschaftete Talwiesen. Hierbei passiert der Bach nach etwa 800 m die Ortslage Rehseifen mit dem Forsthaus Schweizer Hof. Nach 1 km wendet sich der Schweizergrund nach Süden bevor er nach 2 km rechtsseitig in die Schwarzenau einmündet.

## Natur und Umwelt
Im gesamten Verlauf liegt der Schweizergrund im 991 ha großen Naturschutzgebiet Bergland Wittgenstein (SI-089), das aus drei Teilflächen besteht und im Jahr 2004 unter der Schlüsselnummer SI-089 unter Naturschutz gestellt wurde. Das Naturschutzgebiet erstreckt sich nordöstlich der Kernstadt Bad Berleburg und südwestlich von Züschen, einem Stadtteil von Winterberg im Hochsauerlandkreis.